# Parchetul European
     Membru UE participant
     Membru UE care nu participă

Parchetul European:
Membru UE participant
Membru UE care nu participă

Parchetul European (European Public Prosecutor's Office, EPPO) este un organism independent al Uniunii Europene (UE) care a fost înființat în baza Tratatului de la Lisabona între 23 din cele 27 de state membre ale UE, utilizând procedura „cooperării consolidate”. Acesta are sediul la Luxemburg, alături de Curtea Europeană de Justiție (ECJ) și Curtea Europeană de Conturi (ECA).

## Rol și structură
Rolul EPPO este investigarea și urmărirea penală a fraudei împotriva bugetului UE și a altor infracțiuni împotriva intereselor financiare ale UE, inclusiv a fraudei privind fondurile UE de peste 10.000 de euro și a cazurilor de fraudă transfrontalieră în materie de TVA care implică daune mai mari de 10 milioane de euro. Anterior, doar autoritățile naționale ar fi putut investiga și urmări penal aceste infracțiuni și nu puteau să acționeze dincolo de granițele lor. De asemenea, OLAF, Eurojust și Europol nu aveau capacitatea de a acționa. Organismul este destinat să fie descentralizat, bazat pe procurori europeni delegați localizați în fiecare stat membru. Biroul central va avea un procuror șef european, susținut de 20 de procurori europeni, personal tehnic și de investigație. EPPO poate solicita arestarea unui suspect, însă acest lucru trebuie confirmat de autoritatea națională.
Procurorul-șef european are un mandat de 7 ani, care nu va putea fi reînnoit.

## Istoric
Ideea unui Parchet European a fost susținută de fostul comisar pentru justiție, libertate și securitate, Franco Frattini, în cadrul planurilor de consolidare a agenției Eurojust. Frattini a declarat în august 2007 că este "convins că Europa va avea propriul său procuror general, în viitor". El a afirmat că un procuror "se poate dovedi util" în domeniile "în care sunt în joc interese importante europene", și anume în ceea ce privește combaterea criminalității financiare, a fraudei și a falsului la nivel european.
Președintele Comisiei Europene, Jose Manuel Barroso, în discursul său adresat Parlamentului European cu privire la starea Uniunii din septembrie 2012, a anunțat prezentarea unei propuneri de creare a unui Parchet European. În iulie 2013, Comisia Europeană, la inițiativa vicepreședintelui Viviane Reding și a comisarului Algirdas Semeta, a propus un regulament privind înființarea unui Parchet European. Pentru a fi adoptat era nevoie de acordul în unanimitate al Consiliul și de aprobarea Parlamentului European. După mai mult de trei ani de negocieri, Consiliul nu a reușit să ajungă la un acord unanim cu privire la propunere. În această situație, conform tratatelor UE, cooperarea consolidată poate fi întreprinsă de un grup de cel puțin nouă state membre.
În aprilie 2017, 16 state membre, printre care și România, au lansat cooperarea consolidată privind Parchetul European. 
Ulterior, și alte țări au decis să se alăture eforturilor pentru a proteja bugetul UE împotriva fraudei, astfel că în prezent, sunt 23 de state membre participante. Regulamentul privind EPPO a intrat în vigoare la 20 noiembrie 2017.

## Alegerea procurorului-șef european

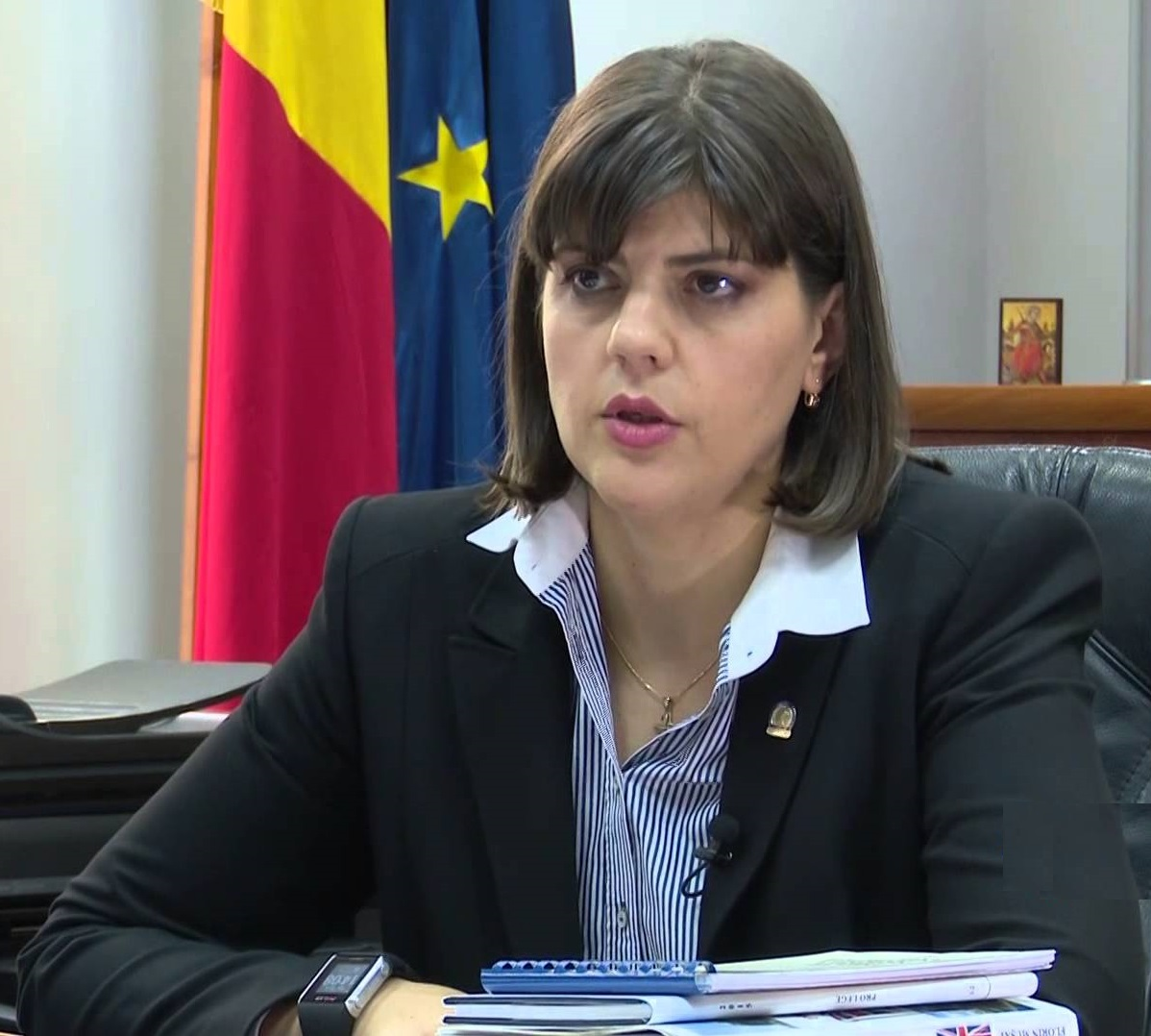
Laura Codruța Kövesi

Comunicarea privind funcția de procuror-șef european a fost publicată la 19 noiembrie 2018, cu termenul limită de depunere a cererilor la 14 decembrie 2018. Comitetul special de selecție, format din 12 persoane din rândul foștilor membri ai Curții de Justiție și ai Curții de Conturi, membri naționali ai Eurojust, membri ai instanțelor supreme naționale sau procurori și juriști de înalt nivel, a avut ca principala sarcină elaborarea unei liste scurte de candidați pentru această funcție. 
În ședința din 1 februarie 2019, Comitetul de selecție a luat decizia și a trimis lista scurtă de trei nume la Parlamentul European și Consiliul UE, pe primul loc clasându-se Laura Codruța Kövesi, urmată de procurorul francez Jean-François Bohnert și procurorul german Andrés Ritter. A urmat în 20 februarie reuniunea COREPER II, unde reprezentanții celor 22 de state membre au votat pentru cei trei candidați, Jean-François Bohnert primind 50 de voturi iar Laura Codruța Kövesi și Andrés Ritter au obținut câte 29 de voturi.
În urma audierilor din 26 februarie de Comisiile reunite pentru libertăți civile, justiție și afaceri interne (LIBE) și control bugetar (CONT) ale Parlamentului European, Laura Codruța Kövesi s-a clasat pe primul loc. Membrii Comisiei LIBE au acordat 26 de voturi pentru Kövesi, 22 de voturi pentru Bohnert și un vot pentru Ritter, iar membrii Comisiei CONT 12 voturi pentru Kövesi, 11 voturi pentru Bohnert și un vot pentru Ritter. Negocierile dintre Parlamentul European și Consiliul UE privind decizia asupra primului procuror-șef european nu au dus la nici un rezultat, urmând ca discuțiile să fie reluate după alegerile europarlamentare.
La 19 septembrie 2019, Kövesi a fost votată de Consiliul UE pentru șefia Parchetului European cu 17 voturi din 22 de state care participă la Parchetul European iar la 23 septembrie, echipele de negociere ale Parlamentului și Consiliului au ajuns la un acord, desemnând-o pe Laura Codruța Kövesi drept primul procuror-șef european. Președintele Comisiei pentru libertăți civile a declarat: „Doamna Kövesi este alegerea perfectă pentru funcția de procuror-șef european. Are competențe profesionale desăvârșite. Mai mult, România nu deține pentru moment nici un post cheie la nivel european, iar doamna Kövesi va deveni una dintre femeile-lider ale Uniunii.”
La 16 octombrie 2019, ultimul pas pentru numirea Laurei Codruța Kovesi în funcția de procuror-șef european a fost făcut, iar Parlamentul European a confirmat-o oficial pe fosta șefă DNA în funcția de conducere a Parchetului European. Decizia a fost luată în Conferința președinților grupurilor politice din Parlament.